# بالدوين الثالث

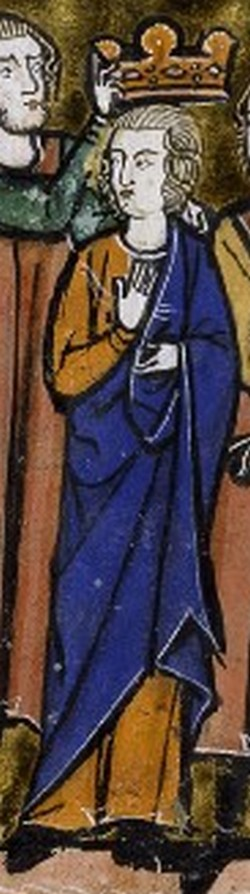
بالدوين الثالث

بالدوين الثالث (1130 - 10 فبراير 1162) ملك القدس في الفترة ما بين 1143 إلى 1162، تولى الحكم بعد وفاة والده فولك. في عهده وصلت الحملة الصليبية الثانية إلى القدس وانضمت إليها جيوش مملكة بيت المقدس بقيادة الملك بالدوين وهاجمت دمشق وهزمت وفشلت . كان على خلاف دائم مع أمه الملكة ميليسند. خلفه على الملك أخوه أملريك الأول.